# 南疆黄堇
南疆黄堇（学名：Corydalis krasnovii）为罂粟科紫堇属下的一个种。

## 扩展阅读
- 維基物種上的相關：南疆黄堇